# Blaha Lujza tér
Blaha Lujza tér - stacja metra w Budapeszcie, na wschodnim brzegu Dunaju. Stacja leży w ciągu drugiej linii budapeszteńskiego metra. Dostępna jest tutaj przesiadka na tramwaj kursujący obwodową trasą przez Nagykörút.